# Oligochoerus erythrophthalmus
Oligochoerus erythrophthalmus är en plattmaskart som beskrevs av Beklemischev 1963. Oligochoerus erythrophthalmus ingår i släktet Oligochoerus och familjen Convolutidae. Inga underarter finns listade i Catalogue of Life.